# ハワーデン子爵
ハワーデン子爵(英: Viscount Hawarden)はイギリスの子爵、貴族。アイルランド貴族爵位。
第3代準男爵サー・コーンウォリス・モードが1785年に叙されて以来、モード家が保持する爵位。

## 歴史

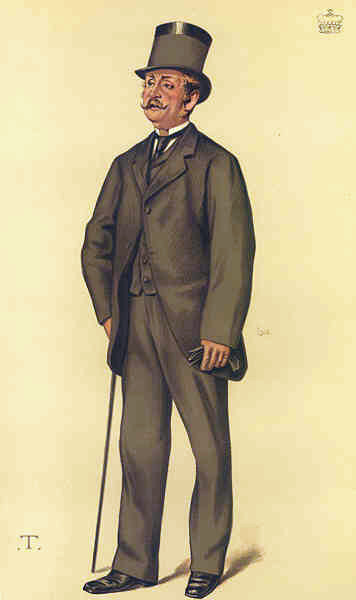
初代ド・モンタルト伯爵コーンウォリス・モード

モード家の歴史は古く17世紀後半まで遡ることができる。サー・ロバート・モード(1677–1750)が1705年に(ティペラリー県ダンドラムの)準男爵(Maude Baronetcy, of Dundrum in the County of Tipperary)に叙されたことに端を発する。
ロバートの死後はその長男トーマス(1727–1777)が準男爵位を襲った。彼はアイルランド庶民院議員を務めたほかティペラリー県長官職等を歴任したのち、1776年にアイルランド貴族としてティペラリー県ハワーデンのド・モンタルト男爵(Baron de Montalt, of Hawarden in the County of Tipperary)に叙された。しかし彼には子がなかったためこの男爵位は一代で廃絶し、弟が第3代準男爵の地位を承継した。
第3代準男爵コーンウォリス(1729–1803)はロスコモン選挙区選出のアイルランド庶民院議員を務めたのち、1785年にティペラリー県ハワーデンのド・モンタルト男爵(Baron de Montalt, of Hawarden in the County of Tipperary)に叙された。ついで1793年にはハワーデン子爵(Viscount Hawarden)に陛爵している。
さらに初代子爵のひ孫にあたる4代子爵コーンウォリス(1817–1905)はダービー・ディズレーリ及びソールズベリー内閣で貴族院与党院内幹事を長きにわたり務めたのち、1886年にティペラリー県ダンドラムのド・モンタルト伯爵(Earl de Montalt, of Dundrum in the County of Tipperary)に叙された。しかし彼には子がなかったため、彼の死とともに伯爵位は廃絶した。その一方で初代子爵の次男の子孫にあたるロバート・ヘンリー・モード(1842–1908)が5代子爵位を承継した。
その後、4代子爵の孫にあたる6代子爵ロバート(1890–1914)がコールドストリームズ連隊付将校として第一次世界大戦に従軍し、西部戦線で戦死したため、6代子爵のいとこが7代子爵の地位を相続した。 その後は7代子爵の系統で現在に至っている。  
一族の邸宅はケント州エディシャム近郊のグレート・ボシントン・ファーム。なおティペラリー県カッシェルに位置するダンドラム・ハウスは子爵家の旧邸宅であった。

## 現当主の保有爵位/準男爵位
現当主である第9代ハワーデン子爵ロバート・コナン・ウィンダム・レズリー・モードは以下の爵位を保有している。
- 第9代ハワーデン子爵(9th Viscount Hawarden)
(1793年12月5日の勅許状によるアイルランド貴族爵位)
- 第9代ティペラリー県ハワーデンのド・モンタルト男爵(9th Baron de Montalt, of Hawarden in the County of Tipperary)
(1785年6月29日の勅許状によるアイルランド貴族爵位)
- 第11代(ティペラリー県ダンドラムの)準男爵(11th Maude Baronetcy, of Dundrum in the County of Tipperary)
(1705年5月9日の勅許状によるアイルランド準男爵位)

## 一覧

### (ダンドラムの)準男爵（1705年）
- 初代準男爵サー・ロバート・モード (1677–1750)
- 第2代準男爵サー・トマス・モード (1727–1777) (1776年にド・モンタルト男爵(第1期)叙爵)

### ド・モンタルト男爵（1776年）
- 初代ド・モンタルト男爵トマス・モード (1727–1777) (男爵位廃絶、準男爵位を弟が承継)

### (ダンドラムの)モード準男爵（1705年）
- 第3代準男爵コーンウォリス・モード (1729–1803) (1785年にド・モンタルト男爵(第2期)叙爵)

### ド・モンタルト男爵（1785年）
- 初代ド・モンタルト男爵コーンウォリス・モード (1729–1803) (1793年にハワーデン子爵叙爵)

### ハワーデン子爵 （1793年）
- 初代ハワーデン子爵コーンウォリス・モード (1729–1803)
- 第2代ハワーデン子爵トマス・ラルフ・モード (1767–1807)
- 第3代ハワーデン子爵コーンウォリス・モード (1780–1856)
- 第4代ハワーデン子爵コーンウォリス・モード（英語版） (1817–1905) (1886年にド・モンタルト伯爵位創設)

### ド・モンタルト伯爵 （1886年）
- 初代ド・モンタルト伯爵コーンウォリス・モード（英語版） (1817–1905)(1905年ド・モンタルト伯爵位廃絶)

### ハワーデン子爵 （1793年; 復活）
- 第5代ハワーデン子爵ロバート・ヘンリー・モード (1842–1908)
- 第6代ハワーデン子爵ロバート・コーンウォリス・モード (1890–1914)
- 第7代ハワーデン子爵ユースタス・ウィンダム・モード（英語版） (1877–1958)
- 第8代ハワーデン子爵ロバート・レズリー・ユースタス・モード(1926–1991)
- 第9代ハワーデン子爵ロバート・コナン・ウィンダム・レズリー・モード(1961-)

法定推定相続人は現当主の息子であるヴェリアン・ジョン・コナン・ユースタス・モード閣下(1997 - )。